# ممنون برای رقص
 «ممنون برای رقص» پانزدهمین و آخرین آلبوم استودیویی خوانندهٔ و ترانه‌سرای کانادایی، لئونارد کوهن می‌باشد. این آلبوم پس از مرگ او و در ۲۲ نوامبر ۲۰۱۹ توسط کلمبیا رکوردز و لگسی رکوردینگز منتشر گردید. در این آلبوم موسیقیدانان مختلفی همچون بک هانسن، جنیفر وارنز، دیمین رایس و لسلی فایست همکاری داشته‌اند.
قطعات این آلبوم، همزمان با آلبوم قبلی کوهن، تاریک‌تر می‌خواهی‌اش، ضبط شده‌است و توسط فرزند کوهن، آدام کوهن، تهیه شده‌است.